# The Joy of Flying
| Recensione       | Giudizio |
| ---------------- | -------- |
| AllMusic         | [ 2 ]    |
| Robert Christgau | B-       |

The Joy of Flying è un album discografico del batterista jazz statunitense Tony Williams, pubblicato dalla casa discografica Columbia Records nel 1979.

## Tracce

### LP
Lato A
1. Going Far – 4:13 (Jan Hammer)
2. Hip Skip – 8:03 (George Benson)
3. Hittin' On 6 – 6:18 (Tom Scott)
4. Open Fire – 6:15 (Ronnie Montrose, Edgar Winter)

Lato B
1. Tony – 6:50 (Stanley Clarke)
2. Eris – 3:33 (Jan Hammer)
3. Coming Back Home – 6:06 (Jan Hammer)
4. Morgan's Motion – 8:18 (Cecil Taylor)

## Musicisti
Going Far
- Tony Williams - batteria
- Jan Hammer - tastiere (piano Fender Rhodes), sintetizzatori (moog, sintetizzatore Oberheim, polymoog)
- Registrazioni e mixaggio effettuati al Red Gate Studio, Kent, New York
- Jan Hammer - ingegnere delle registrazioni
- Bob Schachner - assistente ingegnere delle registrazioni

Hip Skip
- Tony Williams - batteria
- George Benson - chitarra elettrica
- Jan Hammer - tastiere (piano Fender Rhodes), sintetizzatori (minimoog)
- Michael Brecker - sassofono tenore
- Paul Jackson - basso elettrico
- Ralph MacDonald - percussioni
- Dave Sanborn - sassofono alto
- Ronnie Cuber - sassofono baritono
- Randy Brecker - tromba
- Jon Faddis - tromba
- Barry Rogers - trombone
- Registrazioni effettuate al CBS Recording Studios di New York
- Don Puluse - ingegnere delle registrazioni
- Ken Robertson - assistente ingegnere delle registrazioni
- Mixaggio effettuato al Secret Sound di New York da Jack Malken e Tony Williams
- William Eaton - arrangiamento strumenti a fiato
- Strumenti a fiato registrati al Secret Sound di New York
- Jack Malken - ingegnere delle registrazioni (strumenti a fiato)
- Michael Barry - assistente ingegnere delle registrazioni (strumenti a fiato)

Hittin' On 6
- Tony Williams - batteria
- Tom Scott - lyricon
- Herbie Hancock - tastiere (clavinet Honer D6, piano Fender Rhodes), sintetizzatore (mini moog)
- Stanley Clarke - basso elettrico
- Registrazioni e mixaggio effettuato al The Automatt di San Francisco, California
- Fred Catero - ingegnere delle registrazioni
- Leslie Ann Jones - assistente ingegnere delle registrazioni

Open Fire
- Tony Williams - batteria
- Ronnie Montrose - chitarra
- Brian Auger - tastiere, sintetizzatore
- Mario Cipollina - basso elettrico
- Registrato dal vivo al Denen Coliseum di Tokyo, Giappone, estate 1978
- Tom Suzuki - ingegnere delle registrazioni
- Tetsuro Tomita - assistente ingegnere delle registrazioni
- Mixaggio effettuato al Secret Sound di New York da Jack Malken e Tony Williams

Tony
- Tony Williams - batteria
- Herbie Hancock - tastiere (piano Fender Rhodes), sintetizzatore (sintetizzatore Oberheim, Prophet V)
- Tom Scott - lyricon
- Stanley Clarke - basso elettrico
- Registrazioni effettuate al The Automatt di San Francisco, California
- Fred Catero - ingegnere delle registrazioni
- Leslie Ann Jones - assistente ingegnere delle registrazioni

Eris
- Tony Williams - batteria
- Jan Hammer - tastiere, sintetizzatore (moog, Oberheim, polymoog)
- Registrazioni e mixaggi effettuati al Red Gate Studio, Kent, New York
- Jan Hammer - ingegnere delle registrazioni
- Bob Schachner - assistente ingegnere delle registrazioni

Coming Back Home
- Tony Williams - batteria
- George Benson - chitarra
- Jan Hammer - tastiere (piano Fender Rhodes), sintetizzatore (moog)
- Paul Jackson - basso elettrico
- Registrazioni effettuate al CBS Recording Studios di New York
- Don Puluse - ingegnere delle registrazioni
- Ken Robertson - assistente ingegnere delle registrazioni
- Mixaggio effettuato al Secret Sound di New York da Jack Malken e Tony Williams

Morgan's Motion
- Tony Williams - batteria
- Cecil Taylor - concert grand piano
- Registrazioni effettuate al CBS Recording Studios di New York
- Stanley Tonkel - ingegnere delle registrazioni
- Ken Robertson - assistente ingegnere delle registrazioni

Note aggiuntive
- Tony Williams - produttore
- George Marino - mastering
- Steve Carver - artwork copertina album originale
- Tony Lane - design copertina album originale[4]

## Classifica
Album
| Anno | Classifica    | Posizione raggiunta |
| ---- | ------------- | ------------------- |
| 1979 | Billboard 200 | 113                 |